# Bruntridactylus hannemanni
Bruntridactylus hannemanni is een rechtvleugelig insect uit de familie Tridactylidae. De wetenschappelijke naam van deze soort is voor het eerst geldig gepubliceerd in 1991 door Günther.